# ジェイス・アレクサンダー
ジェイス・アレクサンダー（Jace Alexander、1964年4月7日 - ）は、アメリカ合衆国の俳優。
母は女優のジェーン・アレクサンダー。
2015年7月29日、児童ポルノ法違反容疑で逮捕された。

## 出演作品
- LAW & ORDER　ロー＆オーダー シーズン6
- レニー・ゼルウィガーの 危険な天使
- ミストレス（スチュアート・ストラトランド・Jr）
- シンシア・ギブの あの頃に恋して
- ハイ・スコア
- メイトワン-1920

## 監督作品
- ブラックリスト シーズン1
- アンフォゲッタブル　完全記憶捜査
- シングルパパの育児奮闘記 シーズン1
- ウェアハウス13 シーズン1
- 救命医ハンク　セレブ診療ファイル
- バーン・ノーティス　元スパイの逆襲 シーズン1
- レスキュー・ミー　～ＮＹの英雄たち シーズン3
- Dr.HOUSE　―ドクター・ハウス― シーズン2
- レスキュー・ミー　～ＮＹの英雄たち シーズン2
- マールボロ物語／想い出のチャーリー
- レスキュー・ミー　～ＮＹの英雄たち シーズン1
- ジェニファーの明日　あなたを抱きしめさせて
- ジーナ
- ホミサイド／殺人捜査課 第3シーズン